# لوله‌ماهی لکه‌آبی
لوله‌ماهی لکه‌آبی (نام علمی: Hippichthys cyanospilos) نام یک گونه از زیرخانواده لوله‌ماهی است.